# Johann-Ludwig Stepberger
Johann-Ludwig Stepberger (* 6. August 1921 in München) ist ein ehemaliger deutscher Fußballspieler, der für die Münchener Vereine TSV 1860 und FC Bayern zwischen 1940 und 1950 aktiv war.

## Karriere
Stepberger gehörte bereits mit 18 Jahren der ersten Mannschaft des TSV 1860 München an, für den er von 1940 bis 1943 in der Sportbereichsklasse Bayern zum Einsatz kam. Am Ende seiner Premierensaison im Seniorenbereich gewann er mit der Mannschaft die Meisterschaft und war mit ihr damit auch als Teilnehmer für die Endrunde der deutschen Fußballmeisterschaft 1940/41 qualifiziert. In fünf von sechs Gruppenspielen wirkte er mit, verlor mit ihr im entscheidenden Spiel um den Gruppensieg, der das Halbfinale bedeutet hätte, am 18. Mai 1941 im Praterstadion dem SK Rapid Wien mit 0:2, der die Gruppe als Sieger abschloss. Im Wettbewerb um den Tschammerpokal bestritt er das mit 6:2 gegen den SSV Jahn Regensburg gewonnene Spiel der 1. Schlussrunde und das mit 2:5 gegen den SK Rapid Wien verlorene Spiel der 2. Schlussrunde. Am 19. Juli 1942 kam er auf der Städtischen Hanns-Braun-Kampfbahn beim 5:3-Sieg – erneut gegen den SK Rapid Wien – zum Einsatz und erzielte mit dem Treffer zum 3:1 in der 50. Minute auch sein einziges Tor in diesem Wettbewerb.
Nachdem der Spielbetrieb in den letzten Kriegsjahren zum Erliegen gekommen war, spielte er ab 4. November 1945 zum Auftakt der neu geschaffenen Oberliga Süd für den FC Bayern München. In den 25 Punktspielen, in denen er eingesetzt wurde, erzielte er zwölf Tore. In der Folgesaison erzielte er in 24 Punktspielen acht Tore und in seiner letzten für den FC Bayern München nur noch ein Tor in sechs Oberliga-Begegnungen.
Die letzten beiden Spielzeiten seiner Fußballer-Karriere bestritt er abermals für den TSV 1860 München, in denen er sich dreimal in elf Punktspielen als Torschütze auszeichnen konnte.